# Cory Chase

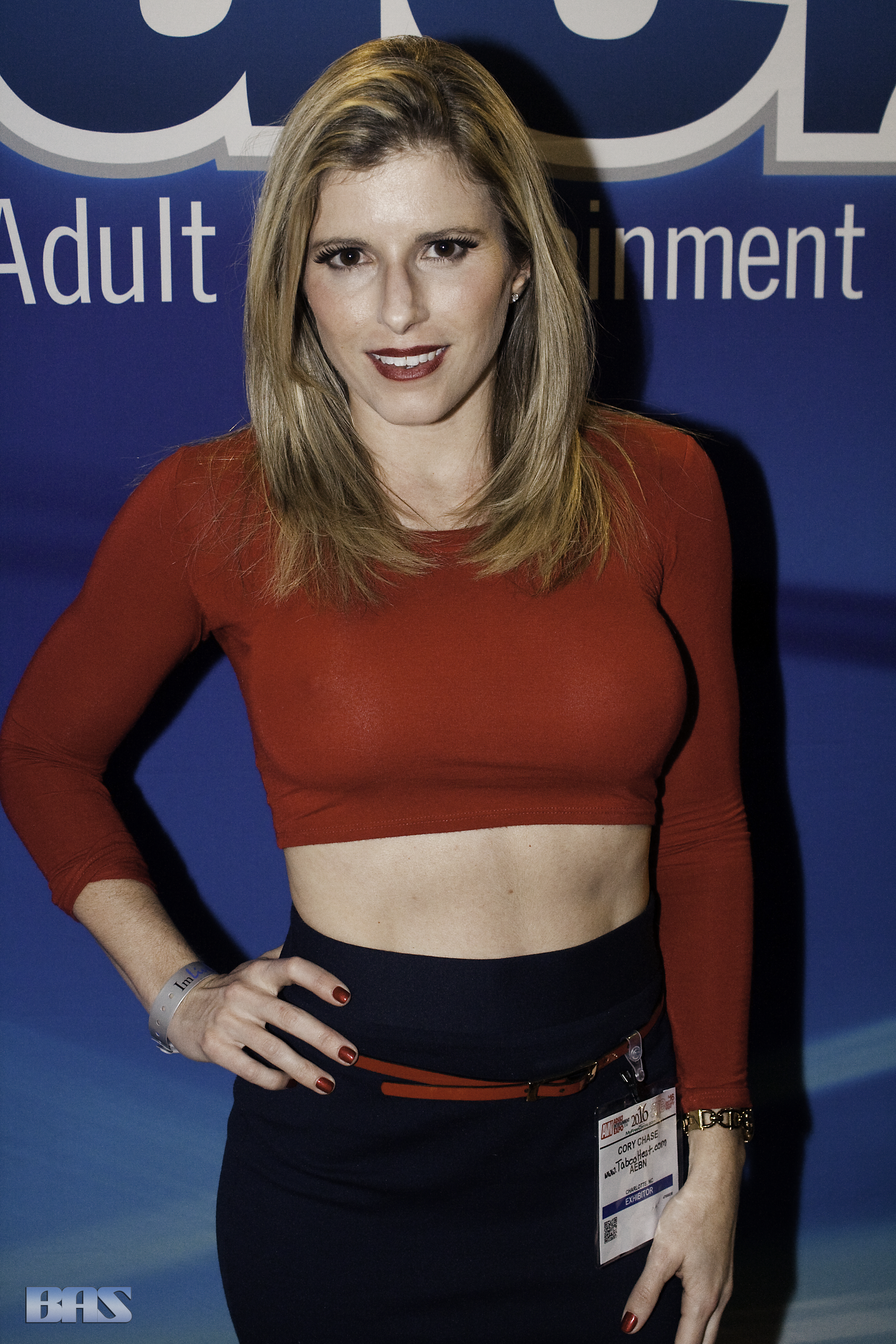
Cory Chase (rechts) mit Master Gio bei der AVN Expo 2016

Cory Chase (* 25. Februar 1981 in New Jersey als Audrey Wirtzberger) ist eine US-amerikanische Pornodarstellerin. Sie ist für ihre MILF- und Cougar- sowie Lesbenszenen bekannt.

## Leben
Sie begann mit ihrem Ehemann Heimvideos zu machen, die sie später auf Branchen-Webportalen veröffentlichte. Nachdem sie eine gewisse Bekanntheit als Darstellerin einer MILF erlangt hatte, entschloss sie sich, in die Pornoindustrie einzusteigen und debütierte 2009 als Schauspielerin im Alter von 28 Jahren im Film Hottest Moms In Town.
Als Darstellerin hat sie Filme für Produktionsfirmen wie Pure Mature, Evil Angel, Blacked, Girlsway, Brazzers, Digitale Sin, Reality Kings, Naughty America, Bangbros, Pure Play Media, Girlfriends Films gedreht.
Sie hat in mehr als 300 Filmen mitgewirkt und hat mehr als 240.000 Follower auf Twitter.
Im September 2017 wurde sie einer breiteren Öffentlichkeit bekannt, als der US-Senator Ted Cruz auf seinem Twitter-Account ein Pornovideo mit Cory Chase gelikt hatte. Cruz stellte nach dem Vorfall dar, dass sich es um ein Versehen eines Mitarbeiters handelte.
Im November 2020 war Chase wieder in den Schlagzeilen, als ein Link zur Plattform Reddit und zu einem Video des Studios Blacked.com mit Brandi Love und Cory Chase auf dem Twitter-Account des NFL-Spieler Kamal Martin vom Team Green Bay gelinkt wurde. Martin behauptete, der Account sei gehackt worden war und löschte den Tweet.

## Auszeichnungen
- 2019: AVN Award – Favorite Indie Clip Star (Fan Award)[4]
- 2020: AVN Award – Favorite Indie Clip Star[5]
- 2020: PornHub Award – Top Performer MILF[6]
- 2022: PornHub Award – Favorite MILF (Fan's Choice)[7]

## Nominierungen
- 2019: Pornhub Awards – Highly Experienced Top MILF Performer
- 2020: AVN Award – Fan Award: Hottest MILF

## Filmografie (Auswahl)
- 2009: Hottest Moms in Town
- 2010: MILF Hunter 16
- 2010: Backroom MILF 9
- 2010: MILF Next Door 12
- 2011: MOFOs: Pervs On Patrol 2
- 2013: Hot MILF Handjobs 2
- 2013: My First Sex Teacher 37
- 2013: Mother's Indiscretion
- 2014: MILF Soup 33
- 2015: Naughty Anal MILFS 2
- 2015: Stepmom Videos 3
- 2016–2019: Moms Bang Teens 17, 19, 20, 24, 25, 30, 32, 34, 35
- 2016: Cum To Mommy 2
- 2016: Make Her Submit
- 2016: Broken Vows
- 2016: Housewife 1 On 1 43
- 2016–2022: My Friend’s Hot Mom 51, 79, 86, 102
- 2017: Anal Craving MILFs 4
- 2017: My Mother Is Sexy
- 2017–2018: Mother-Daughter Exchange Club 49, 51
- 2017–2018: Women Seeking Women 146, 149, 150
- 2017–2020: Moms Lick Teens 7, 8, 12, 15, 16, 18, 19, 26
- 2017: Blackmailed Housewives
- 2017: Mind Fucked
- 2017: Big Tit MILFs 3
- 2017–2020: RK Prime 6, 18, 20
- 2018: Step Mother Son Perversions
- 2018: Big Tit MILFs 5
- 2018–2019: Step Son… Cum Inside Me 1, 2, 3
- 2018: Anal Perfection 5
- 2018: Share My Boyfriend 8
- 2018: Twisted Family Secrets
- 2018: Lesbian Babysitters 15
- 2019–2020: MILF Mayhem 4, 5
- 2019: Sexy Siesta
- 2019: Mom Is Horny 5, 6
- 2019: Sneaky Sex 11
- 2019: Handsy Daughter
- 2019: Mom's Guide To Sex 5
- 2019: Scarlett Sage & Her Girlfriends
- 2019: Mom's Tricks
- 2020: Big Tit MILF Next Door 2
- 2020: Mom's Precious Little Girl
- 2020: Hot For Mom
- 2020: A Woman's Affair
- 2020: Cuckold Sessions 36
- 2020: Sharing With Stepmom 7
- 2020: Married With Boyfriends 2
- 2020: Blacked Raw 30
- 2020: Lesbian Adventures: Older Women Younger Girls 14
- 2020: Cougars, Kittens & Cock 4
- 2020: Seduced By a Cougar 56